# Ristenen
Ristenen är ett gränsmärke (flyttblock?) i Finland. Det ligger där kommunerna Ingå, Lojo och Raseborg möts, i landskapet Nyland, i den södra delen av landet, 60 km väster om huvudstaden Helsingfors. Ristenen ligger 72 meter över havet.

## Omgivningar
Terrängen runt Ristenen är huvudsakligen platt. Ristenen ligger uppe på en höjd. Runt Ristenen är det glesbefolkat, med 14 invånare per kvadratkilometer. Närmaste större samhälle är Lojo, 14,9 km nordost om Ristenen. I omgivningarna runt Ristenen växer i huvudsak blandskog.

## Klimat
Trakten ingår i den hemiboreala klimatzonen. Årsmedeltemperaturen i trakten är 3 °C. Den varmaste månaden är juli, då medeltemperaturen är 17 °C, och den kallaste är februari, med −10 °C.